# I'm So Tired
〈I'm So Tired〉는 비틀즈의 더블 디스크 음반 《The Beatles》에 수록된 곡이다. 이 곡은 존 레논이 작곡하고 불렀지만, 레논-매카트니에게는 인정받았다.

## 참여 인원
- 존 레논 – 리드 보컬, 어쿠스틱 기타, 리드 기타, 해먼드 오르간
- 폴 매카트니 – 베이스 기타, 일렉트릭 피아노, 백킹 보컬
- 조지 해리슨 – 리드 기타
- 링고 스타 – 드럼

인원 당 이언 맥도날드